# Cap-Haïtien (stad)
Cap-Haïtien (ook wel Le Cap genoemd, Haïtiaans-Creools: Kapayisyen of Okap, Nederlandse vertaling: "Haïtiaanse kaap") is een stad en gemeente met 274.000 inwoners, aan de noordkust van Haïti. Het is de hoofdstad van het gelijknamige arrondissement en van het departement Nord. Traditioneel is het een vakantiebestemming, wat echter wordt beperkt door de onstabiele situatie in het land. Door de ligging, relatief dicht bij Florida, is het een belangrijke uitvalsbasis naar de Verenigde Staten.

## Geschiedenis

### Columbus
Even ten oosten van Cap-Haïtien stichtte Christoffel Columbus op 3 januari 1493 de nederzetting La Navidad. Na de Vikingen was dit de eerste Europese nederzetting in de Nieuwe Wereld.

### Franse kolonie
Toen Haïti een Franse kolonie werd onder de naam Saint-Domingue, stichtten zij in 1711 hun hoofdstad Cap Français ("Franse kaap"), bij een decreet van koning Lodewijk XIV. Deze stad zou later de naam Cap-Haïtien krijgen. In die tijd was Saint-Domingue een van de rijkste kolonies van Frankrijk, wat zijn weerslag had op de stad. Het werd in die tijd wel "het Parijs van het Westen" genoemd.

### Haïtiaanse Revolutie
Al voor het begin van de Haïtiaanse Revolutie vonden in het gebied opstanden van slaven plaats. Een van de leiders van deze opstanden, François Mackandal, werd op 20 januari 1758 in de stad, die toen nog Cap Français heette, geëxecuteerd.
Tijdens de Haïtiaanse Revolutie heeft rebellenleider Jean-Jacques Dessalines in de plaats Vertières vlak bij Cap-Haïtien een beslissende veldslag geleverd tegen het Franse koloniale leger onder leiding van generaal Rochambeau.
Na de Revolutie hebben er een tijdlang twee staten in het gebied bestaan. In het Noorden had Henri Christophe de "Staat Haïti" uitgeroepen, waarbij hijzelf de titel koning Hendrik I van Haïti aannam. Hij had zijn hoofdstad in Milot, dat dicht bij Cap-Haïtien gelegen is. De stad Cap-Haïtien noemde hij Cap-Henri ("Kaap Hendrik"). Hendrik I liet het paleis Sans Souci bouwen, en in de heuvels in het zuiden de citadel La Ferrière.

### Bezetting door de Verenigde Staten
In de periode dat Verenigde Staten Haïti van 1915 tot 1934 bezetten, werd er veel gebouwd in Cap-Haïtien. Een overblijfsel van deze periode is nog in de straatnamen in het centrum te vinden. Door de bezetters werden de straten die in noord-zuidrichting aangeduid met letters. Deze straatnamen (Rue A, Rue B, ...) bestaan nog steeds.

### Afzetten van president Aristide
In februari 2004 werd de stad door rebellen ingenomen, wat een belangrijke stap was in het afzetten van president Aristide.

## Indeling
De gemeente bestaat uit de volgende sections communales:
| Nr. | Naam          | Km²   | Inw.2015 |
| --- | ------------- | ----- | -------- |
| 1   | Bande du Nord | 19,76 | 23.256   |
| 2   | Haut du Cap   | 18,98 | 150.176  |
| 3   | Petit Anse    | 14,76 | 100.972  |

## Vervoer
Vervoer over land naar Port-au-Prince is precair, vanwege de slechte toestand van de wegen. Een andere optie is via een lokale vlucht. Vanuit de Internationale Luchthaven Cap-Haïtien zijn er vluchten naar Port-au-Prince, Miami en Fort Lauderdale. Het weer in het centrum van Haïti maakt de omstandigheden van de vlucht naar Port-au-Prince soms lastig.
Cap-Haïtien heeft een haven die met name belangrijk is voor de import van goederen vanuit Miami. Behalve de officiële import vindt er ook veel smokkelhandel plaats. Verder is Cap-Haïtien een uitvalsbasis voor vluchtelingen die in kleine bootjes Florida proberen te bereiken.

## Toerisme
Vanwege de stranden is Cap-Haïtien een toeristische bestemming, met name voor rijkere Haïtianen. Buitenlandse toeristen bezoeken de stad maar weinig, vanwege de onstabiele situatie in het land. In het strandresort Labadie (in het Engels ook Labadee genoemd), op een schiereiland 10 km ten noordwesten van de stad, meren wekelijks cruiseschepen aan.
Naast de stranden zijn er de volgende bezienswaardigheden in de stad en de omgeving:
- Cathédrale Notre-Dame de l'Assomption ("Kathedraal van Onze-Lieve-Vrouwe-Tenhemelopneming")
- Het Caiman-bos op de heuvel Morne Rouge
- De berg Morne Jean, met uitzicht over de stad
- Het monument van Vertières
- Milot met de ruïnes van het paleis Sans-Souci en de Citadel Laferrière

## Sport
Het stadion van Cap-Haïtien heet Parc St. Victor. De stad heeft een eigen voetbalclub, namelijk AS Capoise. De club werd een keer landskampioen en won ook een keer de nationale beker.

## Geboren in Cap-Haïtien
- Jakobus Bonnaud (1740-1792), jezuïet
- Toussaint Louverture (1743-1803), generaal en leider van de Haïtiaanse Revolutie
- Toto Bissainthe (1934-1994), zangeres en actrice
- Bruny Surin (1967), atleet

## Galerij

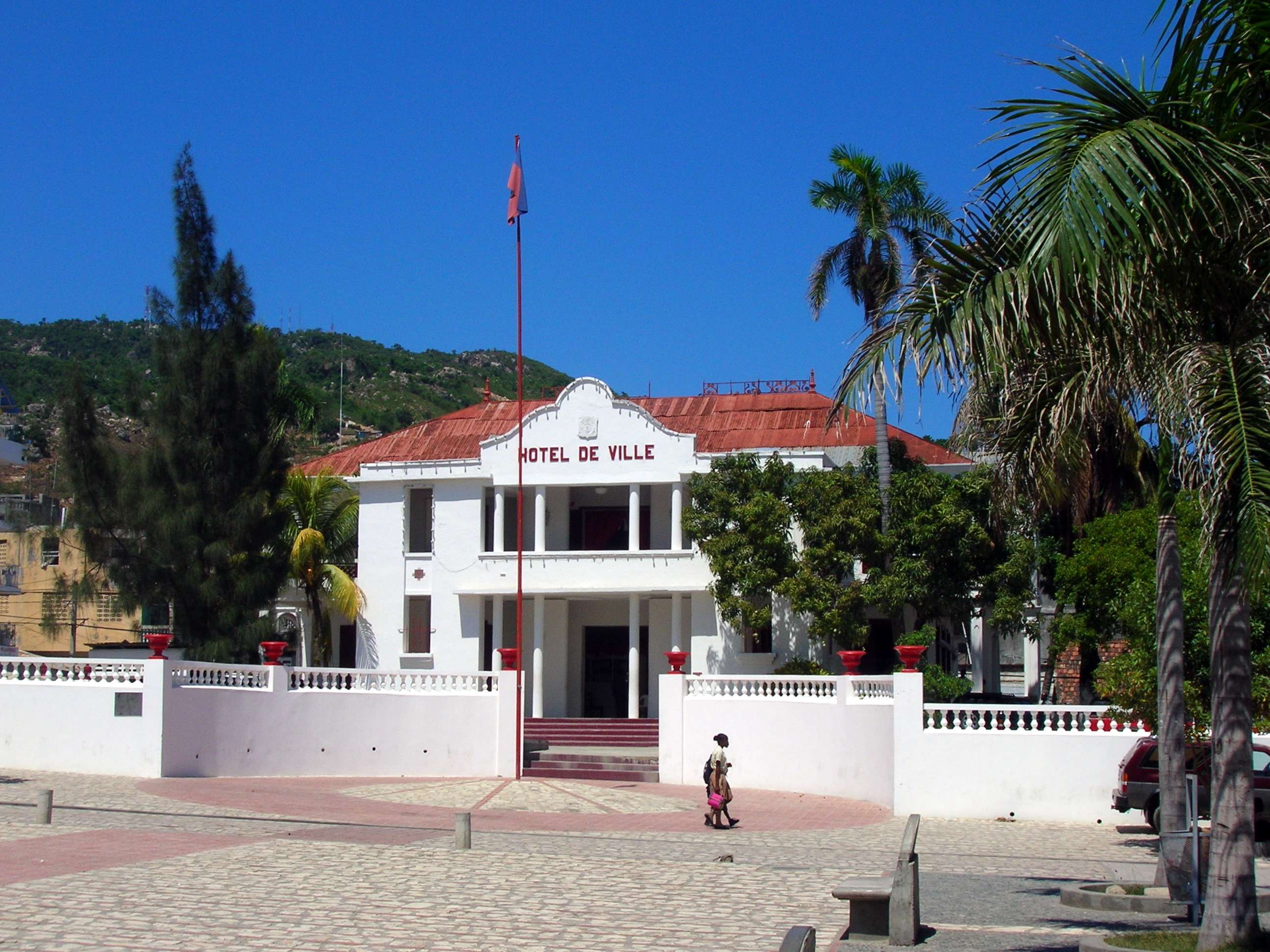
Het stadhuis Hôtel de ville van Cap-Haïtien
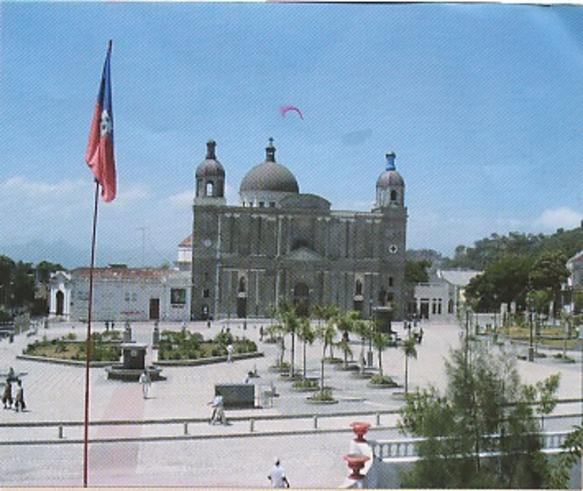
Kathedraal Notre-Dame van Cap-Haitien
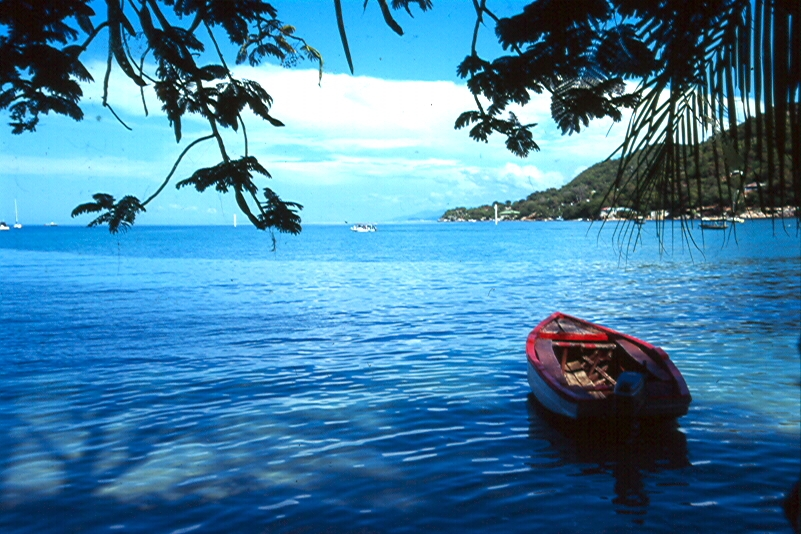
Kust van Labadie